# Mutter (album van Rammstein)
Mutter (Duits voor "moeder") is het derde studio-album van de Duitse Tanz-Metallband Rammstein. Het album verscheen op 2 april 2001. Verschillende nummers uit het album werden als single uitgebracht. 
De eerst uitgegeven single van het album genaamd 'Sonne' wordt na 'Engel' (1997) gezien als de grote doorbraak van Rammstein bij het grote publiek. Met de tweede single van het album 'Links 234' zegt Rammstein af te willen raken van de geruchten dat de band rechtsgeoriënteerde politieke gedachten zou hebben. De derde single 'Ich will' heeft betrekking tot de media, welke volgens de tekst wil dat iedereen naar hun pijpen danst 'wij willen dat je ons vertrouwt, wij willen dat je van ons alles gelooft, etc.' De aan het album gelijknamige vierde single 'Mutter' is meer gevoelig en melodieus en gaat over een persoon die nooit een moeder gehad heeft 'niemand gaf mij een naam, ik heb geen navel op mijn buik'. De vijfde en tevens laatste single genaamd Feuer frei! was een nakomertje en werd pas 7 maanden na de voorgaande single 'Mutter' uitgebracht. Deze single was min of meer te danken aan de film xXx (Triple X) waaraan Rammstein dit nummer als Soundtrack leende. De clip behorend bij dit nummer bevat ook beelden uit deze film.

## Tracklist
1. Mein Herz brennt (4.39)  ("Mijn hart brandt")
2. Links 2-3-4 (3.36)  ("Links 2, 3, 4")
3. Sonne (4.32)  ("Zon")
4. Ich will (3.37)  ("Ik wil")
5. Feuer frei! (3.08)  ("Vuur!")
6. Mutter (4.28)  ("Moeder")
7. Spieluhr (4.46)  ("Muziekdoos")
8. Zwitter (4.17)  ("Hermafrodiet")
9. Rein, raus (3.10)  ("Erin, eruit")
10. Adios (3.48)  ("Adiós", Spaans voor "Vaarwel")
11. Nebel (4.54)  ("Mist")

## Singles
1. Sonne (zon) (12-02-2001)
2. Links 2-3-4 (links 2,3,4) (14-05-2001)
3. Ich will (ik wil) (10-09-2001)
4. Mutter (moeder) (25-05-2002)
5. Feuer frei! (vuur!) (14-10-2002)